# Suzana Tratnik
Pour les articles homonymes, voir Tratnik (homonymie).
Suzana Tratnik est une écrivaine, traductrice, militante lesbienne et sociologue slovène. Elle publie six recueils de nouvelles, deux romans, une pièce de théâtre et trois œuvres de non-fiction. Ses livres et nouvelles ont été traduits dans de nombreuses langues différentes et Tratnik a traduit elle-même plusieurs livres anglais en slovène, y compris des œuvres de Judith Butler, Adrienne Rich, Ian McEwan et Truman Capote. 
En 2007, Tratnik reçoit le prix Prešeren de la Fondation Prešeren, l'un des prix littéraires les plus prestigieux de Slovénie. Son travail le plus récent, Games with Greta et Other Stories paraît dans la traduction de Dalkey Archive Press,,. 

## Biographie
Suzana Tratnik est née en 1963 à Murska Sobota, en Slovénie. Elle obtient son BA en sociologie à la Faculté des sciences sociales de l'Université de Ljubljana et sa maîtrise en anthropologie du genre à l'Institutum Studiorum Humanitatis de Ljubljana, où elle vit et travaille. Tratnik est très engagée dans le mouvement des droits LGBT des années 1980 en Yougoslavie et une grande partie de son travail est centré sur l'activisme et l'éducation LGBT dans la Slovénie contemporaine. Elle est notamment, avec Lepa Mlađenović, représentante de la Yougoslavie à la conférence de l'International Lesbian Information Service à Genève, de 1986. 
Elle est fondatrice de la première association lesbienne en Slovénie SKUC-LL en 1987

## Publications
Nouvelles 
- Pod ničlo (Inférieur à zéro, 1997)
- Na svojem dvorišču (In One's Own Backyard, 2003)
- Vzporednice (Parallels, 2005)
- Česa nisem nikoli razumela na vlaku (Choses que je n'ai jamais comprises dans le train, 2008)
- Dva svetova (Deux mondes, 2010)
- Rezervat (Réservation, 2012)
- Jeux avec Greta et autres histoires (2016. Presse d'archives Dalkey )

Romans
- Ime mi je Damjan (Je m'appelle Damjan, 2001)
- Tretji svet (Tiers monde, 2007)

Littérature pour enfants
- Zafuškana Ganca (The Hany Rattie, 2010)

Drame
- Ime mi je Damjan (Je m'appelle Damjan, 2002)
- Lep dan še naprej (Passez une bonne journée, 2012)

## Livres de Suzana Tratnik traduits
Nouvelles 
- Ninguna voz, Ediciones Arlequín, 2017 (lire en ligne)